# Futebol Club Aliança Nacional
Futebol Club Aliança Nacional o (de Pantufo) és un club de futbol sobre la base de Pantufo al Campionat de São Tomé i Príncipe de futbol. L'equip mai va guanyat cap títol nacional i insulars, sinó una copa el 1996.

## Logotip
El seu logotip és un segell amb una vora blanca que llegeix el nom del club envoltat per una línia taronja. A l'interior hi ha una porció negra amb dues mitges tintes de color taronja i una creu blanca interior amb l'acrònim ANP, les tres últimes lletres del centre, la N és de color blanc i les altres dues són negres i una mida lleugerament més petita.

## Història
Van perdre en la semifinal davant del Sporting Clube Praia Cruz en 1994. Uns anys més tard, el club va baixar a la segona divisió i va tornar a la primera divisió on va aconseguir la segona posició de la temporada 2001. S'hi van quedar fins a l'any 2009 quan van quedar relegats després d'acabar en 12è lloc. El club va passar cinc anys a la Segona Divisió fins que va aconseguir l'èxit el 2014 i va tornar a Primera Divisió en la temporada 2015.

## Honors
- Taça Nacional de São Tomé e Principe: 1

1996

## Temporades
| Temporada | Divisió | Lloc |
| --------- | ------- | ---- |
| 2001      | 1a      | 2n.  |
| 2009/10   | 1a      | 12è. |
| 2014      | 2a      | 7è   |